# Eva Töllborg
Eva Töllborg född 1950, är en svensk författare, lärare och bibliotekarie på Svenska skolan i Riyadh. Töllborg har även skrivit kåserier för Hallands Nyheter
Hennes En saga om Halland: Nils Holgersson på nya äventyr, är en berättelse om landskapet som i Selma Lagerlöfs version, Nils Holgerssons underbara resa genom Sverige, hastades över, så därför låter Töllberg Nils Holgersson ge sig ut på äventyr igen, nu hundra år senare.

## Priser och utmärkelser
- Carl von Linné-plaketten 2001 för Dadlar och datorer - vardag och fest på den arabiska halvön